# Thérapie par le raisin
La thérapie par le raisin, également appelée ampélothérapie, est un régime qui implique une forte consommation de raisins, y compris les pépins, et de parties de la vigne, y compris les feuilles dans un but thérapeutique.

## Concept
La thérapie par le raisin suppose que la consommation de composants du raisin apporterait des avantages thérapeutiques ou nutritionnels inhabituels. Le marc de raisin contient divers micronutriments, mais la farine obtenue à partir du marc a une teneur en nutriments variable en raison des conditions de transformation, de séchage et de stockage. Les raisins crus sont pour la plupart dépourvus d'avantages nutritionnels, à l'exception de quantités modérées de glucides et de vitamine K (voir nutrition du raisin). Les proanthocyanidines (en), les anthocyanes et le resvératrol extraits des pépins et des peaux de raisin font l'objet de recherches fondamentales pour leurs éventuels effets biologiques. Le grignon contient également des acides organiques (tartrique, malique, citrique, tannique), mais il n'y a aucune preuve des effets sur la santé de ces composés phytochimiques.
Bien qu'il soit couramment utilisé comme complément alimentaire et étudié dans des essais sur l'homme à une quantité bien supérieure à celle pouvant être consommée en buvant du vin rouge, il n'existe aucune preuve de grande qualité démontrant que le resvératrol apporte des avantages sur les facteurs de risque cardiovasculaire. Les partisans de la thérapie par le raisin affirment que les composés phytochimiques du raisin inhibent le développement du cancer, de l'arthrite ou du diabète, mais il n'existe aucune preuve scientifique de tels effets,.

## Critiques
Cependant, la consommation de raisin a des effets inconnus contre les maladies cardiovasculaires et d'autres maladies, comme le syndrome métabolique. Les praticiens de médecine alternative ont recommandé les raisins et certaines parties de la vigne pour traiter diverses maladies, mais il n'existe aucune preuve clinique de tels effets.
Les preuves scientifiques disponibles ne soutiennent pas les allégations selon lesquelles un régime à base de raisin serait efficace pour traiter le cancer ou toute autre maladie. Le régime Brandt, en particulier, a été décrit comme du « charlatanisme » par Barrett qui note que l'American Cancer Society a examiné The Grape Cure en 1965, 1971, 1974 et 2000 et n'a trouvé aucune preuve de bénéfice contre le cancer humain ou toute autre maladie. L'extrait de pépins de raisin a été identifié par la Food and Drug Administration des États-Unis comme un « faux remède contre le cancer ».
Le concept n'a aucune base scientifique et est considéré comme du charlatanisme par des institutions scientifiques comme l'American Cancer Society.

## Historique
Le concept a été développé au XIXe siècle en Allemagne dans des stations thermales, comme Bad Duerkheim ou Merano.
La documentation d'un régime alimentaire à base de raisin a été découverte pour la première fois dans une publication du Dr Veit Kaufmann, médecin de famille de la ville viticole de Bad Duerkheim, en Allemagne, intitulée « Die Traubenkur in Dürkheim ad Haardt » (le cours de traitement du raisin à Duerkheim, sur la rivière Haardt) (1856). Kaufmann était bien connu localement et était un ami personnel de Rudolph Virchow, qui suivait régulièrement ce traitement.
Le régime proposé par Veit Kaufmann préconisait la consommation de plusieurs kilos de raisins fraîchement cueillis par jour, répartis en 4 portions, associés à des promenades, du sport et des repas légers et sains, pendant trois à six semaines dans un spa, surveillé par du personnel médical. Le régime proposé par Johanna Brandt recommandait de jeûner pendant deux ou trois jours, en consommant uniquement de l'eau froide, suivi d'un régime composé uniquement de raisins et d'eau pendant une à deux semaines, à raison de sept repas par jour. Des fruits frais, des tomates et du lait aigre ou du fromage cottage sont ensuite introduits dans l'alimentation, suivis de légumes crus.

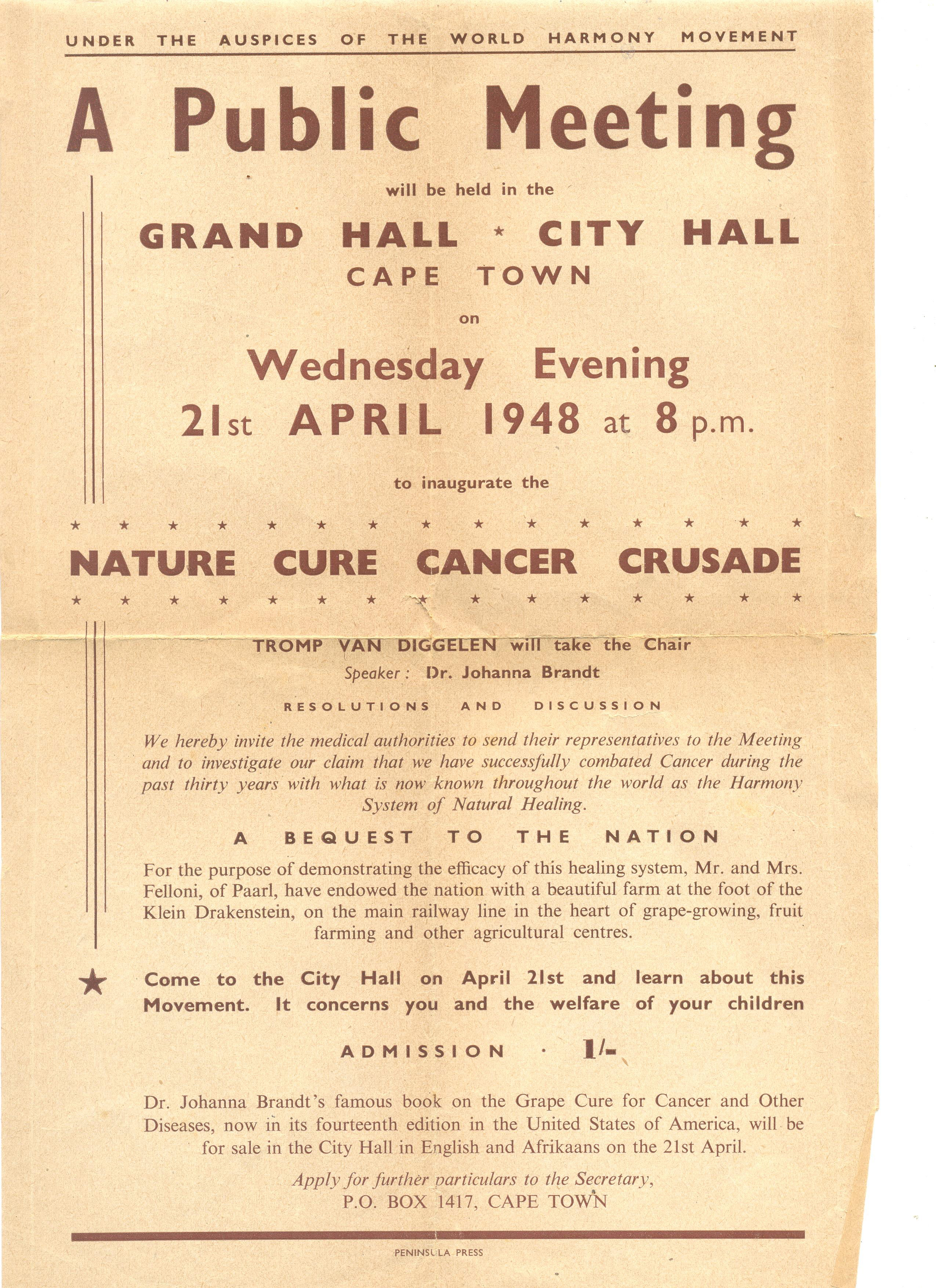
Johanna Brandt - Avis

En URSS, les principes de la cure du raisin ont été développés dans les années 1920 par un groupe de médecins de l'Institut Semashko (Yalta), dirigé par AV D'iakov.
Johanna Brandt, une auteure sud-africaine, a popularisé le régime à base de raisin comme traitement contre le cancer à partir de 1925. Elle a publié une vingtaine de brochures sur le thème des remèdes naturels pour les problèmes de santé avec son livre The Grape Cure, qui aurait été écrit après que Brandt se soit guérie du cancer de l'estomac en suivant un régime. Le livre a été réédité en 1989 sous le titre Comment vaincre le cancer, naturellement, avec une approbation du travail de Brandt par Benedict Lust, communément appelé « le père de la naturopathie ».
L'ampélothérapie est proposée dans les cliniques et les spas de médecine alternative, notamment en Europe, ainsi que la vinothérapie, un traitement cosmétique qui consiste à frotter des raisins sur la peau.